# وادي العرب (أسوان)
قرية وادي العرب هي إحدى القرى التابعة لمركز نصر النوبة في محافظة أسوان في جمهورية مصر العربية.